# Смешная девчонка (саундтрек)
Funny Girl — саундтрек в исполнении Барбры Стрейзанд к одноимённому музыкальному фильму 1968 года. Альбом был выпущен на виниле летом 1968 года на лейбле Columbia Records и спустя несколько лет был переиздан компакт-кассетах и компакт-дисках. В 2015 году альбом попал в список лучших альбомов всех времён по версии журнала Billboard.

## Об альбоме
Экранизация бродвейского мюзикла «Смешная девчонка» появилась в кинотеатрах спустя четыре года после начала шоу. Барбра Стрейзанд вновь играла главную роль, но многое изменилось к тому времени, что и было отражено в этом альбоме. Альбом с записями оригинальной труппы мюзикла вышел в 1964 году на лейбле Capitol Records, так как лейбл Стрейзанд Columbia Records отказался вкладывать средства в данный выпуск. При этом Годдард Либерсон, президент Columbia Records, настоял на записи четырёх песен в исполнении Барбры для этого альбома. Альбом с записями труппы мюзикла дебютировал в хит-параде Billboard Top LP’s 2 мая 1964 года, а на шестой неделе достиг пик-позиции на втором месте, продержавшись в общей сложности 51 неделю в хит-параде и получив золотую сертификацию 21 сентября того же года. Хотя основное внимание в оригинальной постановке и было уделено Стрейзанд, оставалось место и для песен других персонажей мюзикла. Пластинка оригинальной труппы содержала 15 различных песен, написанных Джулом Стайном и Бобом Мерриллом. Для фильма восемь из этих песен были удалены и заменены тремя новыми песнями, написанными тандемом Стайна-Меррилла, а также двумя песнями периода жизни самой Фанни Брайс, на биографии которой построена постановка — «My Man» и «I’d Rather Be Blue Over You». В альбоме есть несколько моментов, в которых слышно второстепенных персонажей. Например, Омара Шарифа в комичной «If a Girl Isn’t Pretty» и «You are Woman, I Am Man». Но всё же, кино-версия «Смешной девчонки» была по большей части демонстрацией таланта Стрейзанд, что не было характерно для оригинальной постановки.
Работа с Барброй Стрейзанд «не всегда была лёгкой и спокойной», рассказывал Уолтер Шарф, композитор фильма, в интервью с Патрисией Дэвис. «Но результат, я думаю, оправдывает усилия, а иногда и муки, через которые мы прошли».
«Они предупреждали меня, что Барбара очень темпераментна и упряма», говорил Шарф. «Именно такой она и была. Она была и всё ещё остаётся одной из наиболее оригинальных и одарённых артистов, с которыми я когда-либо сталкивался. Но в этой девушке было так много противоречий. Барбра была темпераментна, но на самом деле это был лишь способ борьбы за совершенство. Такие талантливые люди, как она, имеют острое желание полностью отдаться своему делу, максимально удовлетворить зрителя. Когда они чувствуют, что не могут этого добиться, они злятся на себя, а это ведёт к тому, что их характер воспринимают неверно. По-настоящему темпераментные люди — люди без таланта, те кто создаёт хаос вокруг себя для пущей злости».
Шарф также рассказывал о своих аранжировках для фильма «Смешная девчонка»: «Было достаточно проблемно адаптировать музыку бродвейского фильма для полнометражной картины, но именно это меня и заинтриговало, когда меня звали работать над этой картиной. Я хотел сохранять настроение периода жизни Фанни Брайс, и в то же время осовременить музыку».
Уолтер Шарф даже снялся в камео-роли для фильма — он сыграл аккомпаниатора Барбры во время номера «Second Hand Rose».
Пластинка дважды ремастировалась и переиздавалась на лейбле Columbia Records. За первое переиздание 1990 года отвечал Джон Арриас. Второй ремастеринг был произведён в 2002 году по оригинальным цифровым записям Стивеном Маркуссеном и Стюартом Уитмором.
Ремастированная британская версия альбома 2002 года содержала специальный трек, не включённый в американскую версию — сингловую версию песни «I’d Rather Be Blue». Питер Мэц аранжировал эту версию песни, она существенно отличается от версии с саундтрека.
Оба переиздания не содержат «Second Hand Rose» в увертюре, хотя песня присутствовала на оригинальных виниловых пластинках. Единственный способ услышать полную увертюру, кроме большого диска — непосредственно просмотр фильма.
Альбом был номинирован на премию «Грэмми» за лучшее женское вокальное поп-исполнение за песню «Funny Girl».
Оформлением обложки саундтрека занимался Боб Пик, эта иллюстрация впоследствии использовалась и для плакатов фильма. Пик был известным автором многих киноафиш. Он создал знаменитые плакаты к таким фильмам, как «Моя прекрасная леди», «Красное дерево», «Супермен» и «Звёздный путь».

## Коммерческий успех
В альбомном хит-параде США Billboard Top LP’s пластинка дебютировала 28 сентября 1968 года на 198-м месте. 23 декабря 1968 года диск был сертифицирован, как золотой. А 25 января 1969 года альбом достиг своего пика — № 12. Альбом имел большой успех, в хит-параде провёл 108 недель. 21 ноября 1986 года получил платиновую сертификацию. Саундтрек также был известен за пределами в США — попал в двадцатку хит-парада Великобритании, и десятку хит-парадов Австралии и Канады, в последней стал золотым.
С альбома было выпущено два сингла. Первый — «Funny Girl» / «I’d Rather be Blue over You (Than Happy with Somebody Else)» — вышел в июле 1968 года. Версии обеих песен отличались от альбомных — аранжировки были созданы Питером Мэтцем, а длительность «Funny Girl» увеличилась на минуту. Сингловая версия «I’d Rather Be Blue over You» была выпущена как бонус-трек для европейских стран в переиздании альбома 2002 года. Большого коммерческого успеха песни не достигли, хотя «Funny Girl» попала в тридцатку американского радио-хит-парада Hot Adult Contemporary Tracks, а «I’d Rather be Blue over You (Than Happy with Somebody Else)» в двадцатку. Второй сингл, «My Man» / «Don’t Rain on My Parade», вышел в ноябре того же года. Сингловая версия «Don’t Rain оn My Parade» включала дополнительную вокальную секцию в конце песни.

## Список композиций
| №  | Название                                                         | Автор(ы)                | Длительность |
| -- | ---------------------------------------------------------------- | ----------------------- | ------------ |
| 1. | «Overture»                                                       | Джул Стайн, Боб Меррилл | 3:56         |
| 2. | «I’m the Greatest Star»                                          | Меррилл, Стайн          | 4:04         |
| 3. | «If a Girl Isn’t Pretty»                                         | Меррилл, Стайн          | 2:24         |
| 4. | «Roller Skate Rag»                                               | Меррилл, Стайн          | 2:00         |
| 5. | «I’d Rather be Blue Over You (Than Be Happy With Somebody Else)» | Билли Роуз, Фред Фишер  | 2:34         |
| 6. | «His Love Makes Me Beautiful»                                    | Меррилл, Стайн          | 5:37         |

| №  | Название                  | Автор(ы)                                                 | Длительность |
| -- | ------------------------- | -------------------------------------------------------- | ------------ |
| 1. | «People»                  | Меррилл, Стайн                                           | 4:57         |
| 2. | «You Are Woman, I Am Man» | Меррилл, Стайн                                           | 4:21         |
| 3. | «Don’t Rain on My Parade» | Меррилл, Стайн                                           | 2:44         |
| 4. | «Sadie, Sadie»            | Меррилл, Стайн                                           | 4:16         |
| 5. | «The Swan»                | Меррилл, Стайн                                           | 2:51         |
| 6. | «Funny Girl»              | Меррилл, Стайн                                           | 2:42         |
| 7. | «My Man»                  | Жак Шарль, Чаннинг Поллок, Альберт Уиллемец, Морис Ивэйн | 2:10         |
| 8. | «Finale»                  | Меррилл, Стайн                                           | 2:21         |

## Позиции в хит-парадах
| Хит-парад (1968—1970)            | Высшая позиция | Пребывание в чарте |
| -------------------------------- | -------------- | ------------------ |
| Австралия (Kent Music Report)    | 4              | нет данных         |
| Великобритания (UK Albums Chart) | 11             | 22 недели          |
| Канада (RPM Albums Chart)        | 10             | 40 недель          |
| США (Billboard Top LP’s)         | 12             | 108 недель         |

| Год  | Хит-парад                | Позиция |
| ---- | ------------------------ | ------- |
| 1969 | США (Billboard Top LP’s) | 7       |
|      |                          |         |
| 1970 | США (Billboard Top LP’s) | 86      |

## Сертификации
| Регион                                                      | Сертификация | Продажи    |
| ----------------------------------------------------------- | ------------ | ---------- |
| Канада (Music Canada)                                       | Золотой      | 50 000^    |
| США (RIAA)                                                  | Платиновый   | 1 000 000^ |
| ^ Данные о тиражах приведены только на основе сертификации. |              |            |